# Бенетон (Формула 1)
Вижте пояснителната страница за други значения на Бенетон.
Бенетон (на английски: Benetton Formula Ltd.) е бивш конструктор от Формула 1. Основан е през 1986 година от италианската дизайнерска компания Бенетон.
През 2001 година тимът става собственост на френския автомобилен концерн – Рено.

## От Толеман до Рено
През 1985 г., Тед Толеман изпуска талантливия пилот от Бразилия – Аертон Сена и се разделя с доставчиците на гуми за екипа му от Формула 1 – „Толеман“. В този тежък момент пристига предложение за закупуване от Бенетон – компания, търгуваща с текстил и мода. За да не загуби всичко, Тед продава тима и „Толеман“ се превръща в „Бенетон Ф1“. В началото тимът е сравнително посредствен, понякога печели пол-позишън, понякога завършва в зоната на точките.
През 1986 г., Герхард Бергер донася първата победа за тима в състезанието за Голямата награда на Мексико, при това в списъка на финиширалите пилоти са Ален Прост със своя Макларън, Сена с Лотус и пилотите на Уилямс.
През следващите години тимът не успява да заеме място по-високо от трето в класирането. Въпреки това болидите на Бенетон са едни от най-добрите, ако не се брои превъзходството през тези години на болидите на Уилямс и Макларън. Проблемите идват предимно от двигателите „Форд“, които не успяват да направят нещо ново и революционно. А знаменитият Косуърт (Cosworth) DFV все повече остарява и става неконкурентоспособен. Въпреки трудностите, през 1994 година тимът стига до световната титла на Михаел Шумахер с двигател разработка на Форд – Зетек.
Преломният момент за съществуванието на „Бенетон Ф1“ е сключването на договор за доставка на двигатели с Рено. Производител с традиции в този спорт, световен шампион от предната година с тима на Уилям, Рено с готовност решават да доставят двигатели на още един тим, участващ в надпреварата. Бенетон добавя към името на тима и към зелено-белия цвят и синьото лого на Рено.
Успехите, достигнати до обвързването на Бенетон с Рено са свързани с три значими фигури в автомобилния спорт:
- Флавио Бриаторе – дошъл през 1989 година от щатския филиал на Бенетон
- Джон Бърнард – дизайнер на шасита
- Михаел Шумахер – дошъл от Джордан

Решителните ходове Бриаторе предприема през 1991 година, когато тимът вече има успехи – 1989 г. Нанини печели в предпоследния кръг, а дошлият в тима през 1990 година трикратен световен шампион Нелсън Пикет печели още два приза. През 1991 година Пикет застава още веднъж на най-високото стъпало.
В началото на 1991 година е привлечен един от най-перспективните дизайнери на шасита за Формула 1 – Джон Бърнард. Създаденото от него шаси променя завинаги вида на болидите.
Флавио Бриаторе и шефовете на тима примамват талантливия Михаел Шумахер, пилот на Джордан Гран При, само четири дни след състезанието му в белгийското Гран При. Следват скандали и многобройни и дълги съдебни спорове, но Михаел остава в „Бенетон“. За съекипник на Шумахер е привлечен Мартин Брандъл.
Пред сезон 1993, в тима не достигат пари за закупуването на скъпоструващи електронни компоненти и тимът поизостава не само от пилотите на Уилиамс, но и от Аертон Сена, който предишната година в много случаи изостава от Михаел. Единствената победа на Шумахер идва на Ещорил в Гран При на Португалия.
Така настъпва триумфално-скандалната 1994 година. Срещу тима са заведени три дела от ФИА:
- Първото – За неподчинение на решение на маршалите и неспиране на състезанието при развят черен флаг – Михаел Шумахер – лишаване от състезаване в Гран При на Великобритания;
- Второто – За прекалено износена дъска на пода на болида – Лишаване от участие на Михаел Шумахер в Гран При на Белгия;
- Третото – По подозрения в използване на нелегална електроника в болида на Михаел Шумахер – обвиненията остават недоказани и санкция не последва.

Върхът на всичко обаче е ударът на Михаел Шумахер с Деймън Хил в решителното състезание за Гран При на Австралия, на пистата Аделейд. Все пак Шумахер става шампион.
Следва значително по-спокоен и още по-успешен сезон за тима. Отново не се минава без дисквалификации. След ГПри на Бразилия, пробите с гориво на Михаел Шумахер и Дейвид Култард се оказват различни от заявените преди състезанието и те са дисквалифицирани. Борбата на Шумахер и Хил продължава през цялата година. На два пъти те отново се сблъскват – на Силвърстоун и в Италия, но санкции не последват. Тимът печели и титлата при конструкторите, благодарение на победата на Джони Хърбърт на Силвърстоун. Пилотските качества на Михаел са без конкуренция, но при болидите не е така. Уилямс е най-добрият болид, въпреки проблемите при преминаването от стария наведен нос към повдигнатия – копирано от всички тимове от Бенетон 191.
Тогава се случва вторият преломен момент в тима, от чийто последствия тимът не успява да се отърси. В края на 1995 година Шумахер подписва договор с италианската легенда Ферари, сядайки в болида на френската надежда Жан Алези, който от своя страна преминава в Бенетон-Рено, заедно със съотборника си – австриеца Герхард Бергер, който прави повторно завръщане в Бенетон. Общите им усилия обаче не са достатъчни, за да постигнат това, което постига Михаел. Тимът не печели нито една победа, въпреки че Алези многократно е на крачка да го направи, оставайки трети в класирането при конструкторите.
Трети завършват и следващия сезон, като тимът печели веднъж в Германия. В края на сезона Бергер се пенсионира, Алези също напуска, но в посока Заубер.
Фамилия Бенетон решава да промени нещо и уволнява Бриаторе, замествайки го с човек съвсем нов за Формула 1 – Дейвид Ричардс, мениджър на шампиона от Световния рали шампионат Субару. За пилоти са наети италианският пилот Джанкарло Фисикела и австрийският тест пилот на тима Алекс Вурц. Да обнови шампионския болид е нает Ник Вурт. Сезон 1998 обаче е провал. В края на годината Дейвид Ричардс е уволнен и неговото място заема силната ръка на фамилията – Роко Бенетон. С Дейвид тимът заема пето място, с Роко – шесто. Проблемите вероятно са свързани и с отказването на Рено от Формула 1 и спирането на парите за подобрения на 10-цилиндровия агрегат. Той започва да се произвежда от „Мекакром“, после преминава в „СуперТек“, основано от същия Флавио Бриаторе през 1999 година. Двигателят остарява и не успява да настигне конкуренцията на Ферари и Мерцедес.
Със завръщането на Рено във Формула 1 и закупуването на тима от френския производител, в тима се завръща и Флавио Бриаторе. През 2000 г. идва достоен заместник на Джон Бърнард – Майк Гаскойн, който поставя основите за успешното представяне на Рено във Формула 1 през следващите години.

## Статистика

### Световни шампиони при пилотите
| Година | Пилот          | Двигател     | Гуми   |
| ------ | -------------- | ------------ | ------ |
| 1994   | Михаел Шумахер | Бенетон-Форд | Гудиър |
| 1995   | Михаел Шумахер | Бенетон-Рено | Гудиър |

### Световни шампиони при конструкторите
| Година | Конструктор | Двигател | Гуми   |
| ------ | ----------- | -------- | ------ |
| 1995   | Бенетон     | Рено     | Гудиър |

### Пилоти участвали за Бенетон
| N  |         | Участия | Победи | ПП | НБО | Точки | Подиуми |
| -- | ------- | ------- | ------ | -- | --- | ----- | ------- |
| 17 | Бенетон | 260     | 27     | 15 | 36  | 851,5 | 102     |

| N  | Пилот              | Участия | Победи | ПП | НБО | Точки | Подиуми |
| -- | ------------------ | ------- | ------ | -- | --- | ----- | ------- |
| 1  | Михаел Шумахер     | 68      | 19     | 10 | 23  | 303   | 38      |
| 2  | Нелсон Пикет       | 32      | 3      | –  | –   | 70,5  | 7       |
| 3  | Герхард Бергер     | 46      | 2      | 1  | 5   | 65    | 6       |
| 4  | Джони Хърбърт      | 24      | 2      | –  | –   | 50    | 4       |
| 5  | Алесандро Нанини   | 46      | 1      | –  | 2   | 65    | 9       |
| 6  | Тео Фаби           | 32      | –      | 2  | 2   | 14    | 1       |
| 7  | Жан Алези          | 33      | –      | 1  | 2   | 83    | 13      |
| 8  | Джанкарло Фисикела | 66      | –      | 1  | –   | 55    | 7       |
| 9  | Александер Вурц    | 52      | –      | –  | 1   | 26    | 1       |
| 10 | Роберто Морено     | 13      | –      | –  | 1   | 14    | 1       |
| 11 | Тиери Бутсен       | 32      | –      | –  | –   | 43    | 6       |
| 12 | Мартин Брандъл     | 16      | –      | –  | –   | 38    | 5       |
| 13 | Рикардо Патрезе    | 16      | –      | –  | –   | 20    | 2       |
| 14 | Йос Верстапен      | 10      | –      | –  | –   | 10    | 2       |
| 15 | Емануеле Пиро      | 10      | –      | –  | –   | 2     | -       |
| 16 | Дженсън Бътън      | 17      | –      | –  | –   | 2     | -       |
| 17 | Джей Джей Лехто    | 6       | –      | –  | –   | 1     | -       |

### Двигатели доставяни за Бенетон
| N |              | Участия | Победи | ПП | НБО | Точки | Подиуми |
| - | ------------ | ------- | ------ | -- | --- | ----- | ------- |
| 1 | Форд-Косуърт | 128     | 14     | 6  | 19  | 481,5 | 60      |
| 2 | Рено         | 67      | 12     | 6  | 13  | 282   | 34      |
| 3 | БМВ          | 16      | 1      | 2  | 3   | 19    | 2       |
| 4 | Плейлайф     | 49      | –      | 1  | 1   | 69    | 6       |

### Гуми доставяни за Бенетон
| N | Гуми       | Участия | Победи | ПП | НБО | Точки | Подиуми |
| - | ---------- | ------- | ------ | -- | --- | ----- | ------- |
| 1 | Гудиър     |         | 25     | 12 | 31  |       | 90      |
| 2 | Пирели     |         | 2      | 2  | 4   |       | 5       |
| 3 | Бриджстоун |         | –      | 2  | 1   |       | 6       |
| 4 | Мишлен     |         | –      | –  | –   |       | 1       |

### Победи на Бенетон във Формула 1
| N  |      | Пилот            | Двигател             | Гуми | Голяма награда | Писта           | Статистика |
| -- | ---- | ---------------- | -------------------- | ---- | -------------- | --------------- | ---------- |
| 1  | 1986 | Герхард Бергер   | Бенетон-БМВ          | П    | Мексико        | Херман Родригес | Статистика |
| 2  | 1989 | Алесандро Нанини | Бенетон-Форд-Косуърт | Г    | Япония         | Судзука         | Статистика |
| 3  | 1990 | Нелсон Пикет     | Бенетон-Форд-Косуърт | Г    | Япония         | Судзука         | Статистика |
| 4  | 1990 | Нелсон Пикет     | Бенетон-Форд-Косуърт | Г    | Австралия      | Аделаида        | Статистика |
| 5  | 1991 | Нелсон Пикет     | Бенетон-Форд-Косуърт | П    | Канада         | Жил Вилньов     | Статистика |
| 6  | 1992 | Михаел Шумахер   | Бенетон-Форд-Косуърт | Г    | Белгия         | Спа-Франкоршамп | Статистика |
| 7  | 1993 | Михаел Шумахер   | Бенетон-Форд-Косуърт | Г    | Португалия     | Ещорил          | Статистика |
| 8  | 1994 | Михаел Шумахер   | Бенетон-Форд-Косуърт | Г    | Бразилия       | Интерлагос      | Статистика |
| 9  | 1994 | Михаел Шумахер   | Бенетон-Форд-Косуърт | Г    | Пасифика       | Аида            | Статистика |
| 10 | 1994 | Михаел Шумахер   | Бенетон-Форд-Косуърт | Г    | Сан Марино     | Имола           | Статистика |
| 11 | 1994 | Михаел Шумахер   | Бенетон-Форд-Косуърт | Г    | Монако         | Монте Карло     | Статистика |
| 12 | 1994 | Михаел Шумахер   | Бенетон-Форд-Косуърт | Г    | Канада         | Жил Вилньов     | Статистика |
| 13 | 1994 | Михаел Шумахер   | Бенетон-Форд-Косуърт | Г    | Франция        | Маникур         | Статистика |
| 14 | 1994 | Михаел Шумахер   | Бенетон-Форд-Косуърт | Г    | Унгария        | Хунгароринг     | Статистика |
| 15 | 1994 | Михаел Шумахер   | Бенетон-Форд-Косуърт | Г    | Европа         | Херес           | Статистика |
| 16 | 1995 | Михаел Шумахер   | Бенетон-Рено         | Г    | Бразилия       | Интерлагос      | Статистика |
| 17 | 1995 | Михаел Шумахер   | Бенетон-Рено         | Г    | Испания        | Каталуня        | Статистика |
| 18 | 1995 | Михаел Шумахер   | Бенетон-Рено         | Г    | Монако         | Монте Карло     | Статистика |
| 19 | 1995 | Михаел Шумахер   | Бенетон-Рено         | Г    | Франция        | Маникур         | Статистика |
| 20 | 1995 | Джони Хърбърт    | Бенетон-Рено         | Г    | Великобритания | Силвърстоун     | Статистика |
| 21 | 1995 | Михаел Шумахер   | Бенетон-Рено         | Г    | Германия       | Хокенхаймринг   | Статистика |
| 22 | 1995 | Михаел Шумахер   | Бенетон-Рено         | Г    | Белгия         | Спа-Франкоршамп | Статистика |
| 23 | 1995 | Джони Хърбърт    | Бенетон-Рено         | Г    | Италия         | Монца           | Статистика |
| 24 | 1995 | Михаел Шумахер   | Бенетон-Рено         | Г    | Европа         | Нюрбургринг     | Статистика |
| 25 | 1995 | Михаел Шумахер   | Бенетон-Рено         | Г    | Пасифика       | Аида            | Статистика |
| 26 | 1995 | Михаел Шумахер   | Бенетон-Рено         | Г    | Япония         | Судзука         | Статистика |
| 27 | 1997 | Герхард Бергер   | Бенетон-Рено         | Г    | Германия       | Хокенхаймринг   | Статистика |